# Boeing F3B
Il Boeing F3B, indicato dall'azienda come Model 74 (prototipo) e 77, fu un aereo da caccia e cacciabombardiere imbarcato monomotore biplano sviluppato dall'azienda statunitense Boeing negli anni venti.
Adottato dalla United States Navy, la marina militare degli Stati Uniti d'America, rimase in servizio su alcune portaerei della flotta dal 1928 fino ai primi anni trenta, quando venne sostituito da velivoli più efficienti e moderni.

## Storia del progetto
Dopo lo sviluppo nei primi anni venti del Model 69, adottato con successo dalla US Navy come Boeing F2B, attingendo all'esperienza acquisita sul precedente velivolo la Boeing decise, su propria iniziativa, di avviare lo sviluppo di un modello che ne superasse ulteriormente le prestazioni generali. Il progetto, indicato dall'azienda come Model 74, era relativo ad un velivolo in configurazione idrovolante a galleggiante centrale che riutilizzava il tipo di velatura, biplano-sesquiplana a scalamento positivo con piani alari dalle estremità a raccordo conico, dell'F2B e la sezione di galleggiamento già provata sull'FB-5.
Dichiarandosi interessato il Bureau of Aeronautics (BuAer), dipartimento della US Navy deputato alla gestione del materiale e tecnologia della propria componente aerea, emise un ordine per la fornitura di un prototipo da avviare a prove di valutazione, indicandolo come da convenzioni allora adottate XF3B-1. Tuttavia in seguito, valutando che con l'aumento di portaerei operative venisse meno l'esigenza di dotarsi di idrovolanti, il BuAer richiese di modificare il progetto originale in modo da poter utilizzare il modello da un ponte di volo. Altre fonti, indicano comunque che il modello non fu in grado di esprimere prestazioni accettabili e per questo riconsegnato all'azienda per porvi rimedio. Le modifiche apportate, tali da farne modificare la designazione aziendale in Model 77, riguardarono principalmente la velatura, adottando un diverso piano alare superiore, di maggior superficie e con una leggera configurazione a freccia, e l'impennaggio, che adottò superfici in alluminio ondulato. In questa configurazione venne portato in volo il 3 febbraio 1928; a seguito delle positive prove di volo, durante le quali l'aereo dimostrò di possedere ottime prestazioni, venne emesso un ordine di fornitura per altri 73 esemplari. Avviato alla produzione, il Model 77 venne adottato dalla US Navy con la designazione F3B-1. In seguito venne inoltre modificato il carrello d'atterraggio, eliminando la barra trasversale di rinforzo, e ridisegnata la forma della deriva.

## Impiego operativo

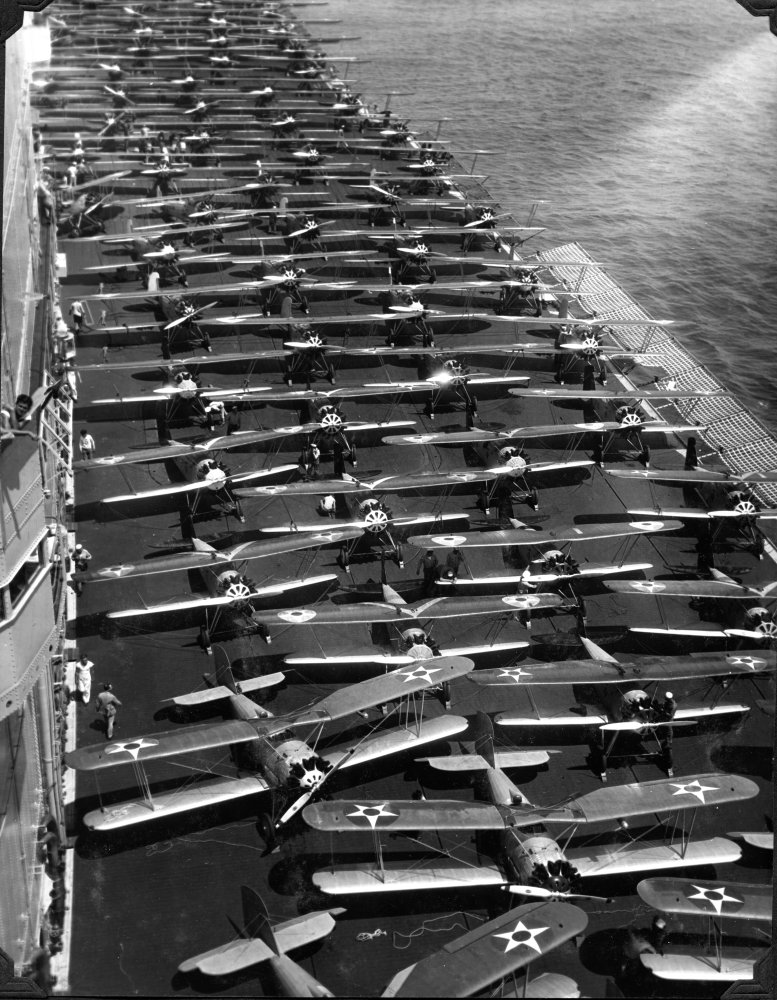
Boeing F3B sul ponte di volo della portaerei.

Tutti i 74 esemplari iniziarono ad essere consegnati dall'agosto 1928, ordine completamente evaso il successivo settembre, impiegati nel ruolo di cacciabombardiere e assegnati per circa quattro anni agli squadron VF-2B a bordo della portaerei USS Langley, VB-2B sulla USS Saratoga (in seguito VF-6B), e VB-1B sulla USS Lexington, periodo durante il quale alcuni esemplari vennero dotati di anello Townend e altri di carenature aerodinamiche alle ruote del carrello. Il modello rimase in servizio di prima linea fino alla fine del 1932, sostituito da modelli più moderni (il Grumman FF a carrello retrattile), venendo comunque mantenuto in servizio come "hack" (utility) e aereo da collegamento dagli ufficiali anziani non assegnati agli squadron fino al 1937. Risulta inoltre almeno un esemplare assegnato agli United States Marine Corps dal 1934, anche in questo caso utilizzato come velivolo utility e da collegamento.

## Versioni
XF3B-1
prototipo, indicato dall'azienda come Model 74, numero di serie A7674.
F3B-1
versione di produzione in serie, indicato dall'azienda come Model 77, caccia imbarcato monoposto destinato alla U.S. Navy, numeri di serie A7675-A7691 e A7708-A7763.

## Utilizzatori
Stati Uniti
- United States Navy